# Ліси передгір'їв Альберти та Британської Колумбії
Ліси передгір'їв Альберти та Британської Колумбії (ідентифікатор WWF: NA0502) — неарктичний екорегіон хвойних лісів помірної зони, розташований на заході Канади.

## Географія
Екорегіон лісів передгір'їв Альберти та Британської Колумбії охоплює дві області, розташовані в східних передгір'ях Скелястих гір на сході Британської Колумбії і в Альберті та розділені широкою долиною річки Піс. Північна область охоплює стрімкі пагорби Клір-Гіллс, висота яких коливається від 550 до 1050 м над рівнем моря, а південна — Західноальбертську височину, висота якої коливається від 700 до 1500 м над рівнем моря. Територія екорегіону є перехідною зоною між Скелястими горами на заході та бореальними рівнинами на сході, а також між тайгою, поширеною північніше, та помірними хвойними лісами, поширеними південніше. Таким чином флора і фауна регіону представлені складною сумішшю помірних і бореальних, гірських і рівнинних видів та угруповань.
На схід від екорегіону та в басейні Пісу поширені осикові ліси та лісостепи Канади, на південь від регіону — ліси Маскуа та Великого Невільничого озера, а в Скелястих горах на захід від регіону — гірські ліси Центральної Британської Колумбії та гірські ліси Альберти.

## Клімат
В межах екорегіону переважає субарктичний клімат (Dfc за класифікацією кліматів Кеппена), який характеризується теплим коротким літом та довгою холодною зимою. Середньорічна температура в екорегіоні коливається від -0,5 °C на півночі до 2 °C на півдні. Середня літня температура з півночі на південь коливається від 13 °C до 15 °C, а середня зимова температура — від -17,5 °C до -10 °C. Середньорічна кількість опадів в межах екорегіону становить 400-600 мм.

## Флора
Основними рослинними угрупованнями екорегіону є мішані ліси, основу яких складають скручені сосни (Pinus contorta), американські осики (Populus tremuloides) та сизі ялини (Picea glauca). Також в лісах регіону зустрічаються бальзамисті тополі (Populus balsamifera), паперові берези (Betula papyrifera) та бальзамисті ялиці (Abies balsamea). Для більш сухих ділянок характерні відкриті насадження американської осики (Populus tremuloides) та скрученої сосни (Pinus contorta), а в лісах, що ростуть у більш вологих районах, переважають чорні ялини (Picea mariana) та американські модрини (Larix laricina). Важливими факторами, які впливають на рослинність екорегіону, є пожежі, а також сезонні та річні коливання кількості опадів.

## Фауна
В межах екорегіону зустрічається 61 вид ссавців та понад 180 видів птахів. Серед поширених в екорегіоні ссавців слід відзначити гризлі (Ursus arctos horribilis), барибала (Ursus americanus), лісового карибу (Rangifer tarandus caribou), гірського вапіті (Cervus canadensis nelsoni), чорнохвостого оленя (Odocoileus hemionus), білохвостого оленя (Odocoileus virginianus), вовка (Canis lupus), койота (Canis latrans), звичайну лисицю (Vulpes vulpes), канадську рись (Lynx canadensis), ільку (Pekania pennanti), американську куницю (Martes americana), американського горностая (Mustela richardsonii), смугастого скунса (Mephitis mephitis), американського борсука (Taxidea taxus), американського зайця (Lepus americanus), червону вивірку (Tamiasciurus hudsonicus) та канадського голкошерста (Erethizon dorsatum). На берегах річок зустрічаються канадські бобри (Castor canadensis), канадські видри (Lontra canadensis), річкові візони (Neogale vison) та болотяні ондатри (Ondatra zibethicus). Популяції західних лосів (Alces alces andersoni), поширених в регіоні, є найбільшими в Північній Америці.
Серед поширених в екорегіоні птахів слід відзначити білу куріпку (Lagopus lagopus), канадську дикушу (Canachites canadensis), американського орябка (Bonasa umbellus), манітобського тетерука (Tympanuchus phasianellus), канадську казарку (Branta canadensis), білоголового орлана (Haliaeetus leucocephalus), беркута (Aquila chrysaetos), віргінського пугача (Bubo virginianus) та канадського журавля (Antigone canadensis).

## Збереження
Оцінка 2017 року показала, що 1728 км², або 1 % екорегіону, є заповідними територіями. Природоохоронні території включають: Провінційний парк Чінчага, Провінційний парк Мілліган-Гіллс, Провінційний парк озера Крімсон, Екологічний заповідник гори Гус та Природна зона гори Уайткорт